# 할 윌리엄스

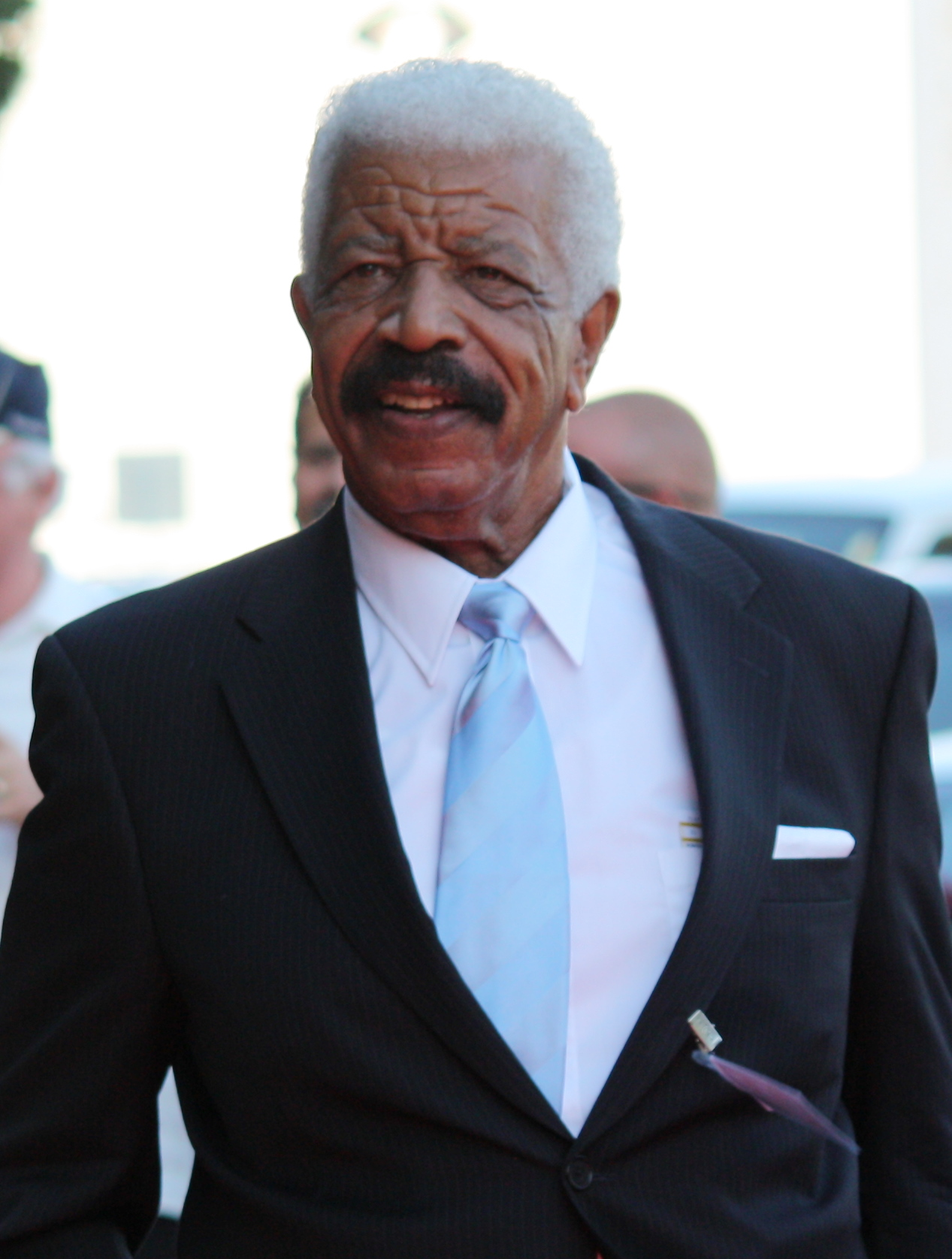

핼 윌리엄스(Hal Williams, 1938년 12월 14일 ~ )는 미국의 배우이다.
콜럼버스에서 태어났다.

## 출연 작품
- 나이트 클럽 (2011년) - 레지던트 플레잉 카드 앳 카지노 나이트 역
- 게스 후? (2005년) - 하워드 존스 역
- 더 체로키 키드 (1996년)
- 지옥의 링 (1993년)
- 후계자 (1990년)
- 이스케이프 아티스트 (1982년)
- 벤자민 일등병 (1980년)
- 금지구역 (1979년)

### 텔레비전
- 낫츠 랜딩 (1979년)
- 뿌리 - 그 다음 세대 (1979년)
- 샌포드 앤 선 (1972년)
- 월튼네 사람들 (1972년)